# Léon Foenquinos
Léon Foenquinos (1889 - 1954) est un inventeur français.
On lui doit entre autres les feux de circulation routière.

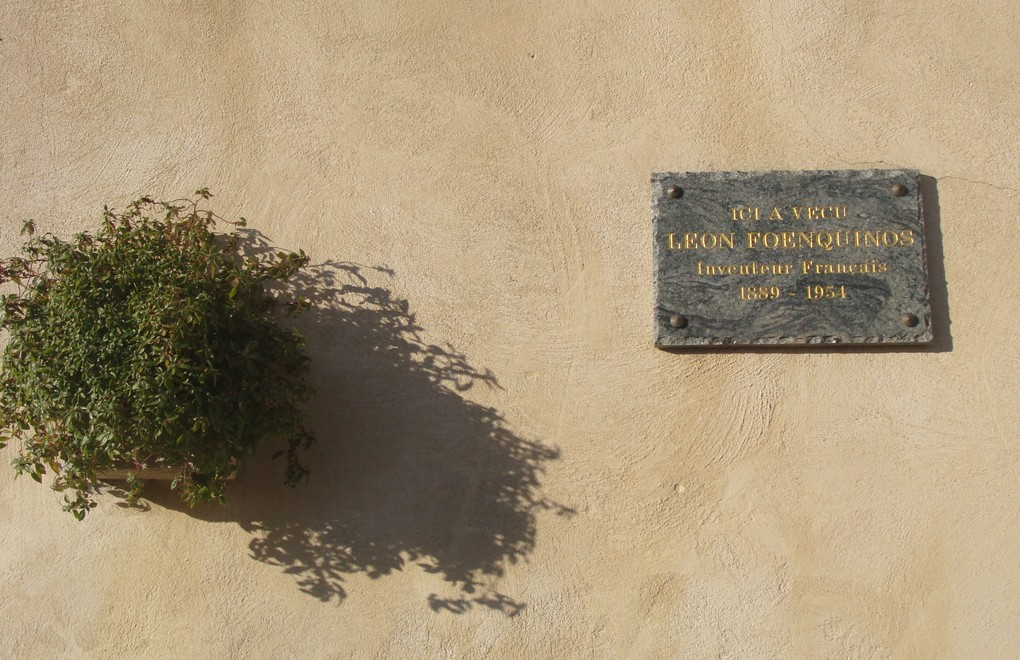

Une plaque à son nom se trouve apposée sur le mur de son domicile dans le quartier des Olives à Marseille.

## Biographie
Léon Foenquinos est né le 2 août 1889 dans un immeuble cossu au 52 cours Pierre-Puget à Marseille. Une fois obtenu son certificat d’études à 11 ans, il pourrait avoir étudié au Conservatoire national des Arts et Métiers de Paris. Il est diplômé de l’École supérieure d’aéronautique et de construction mécanique en 1911, diplôme retrouvé par sa petite-fille Marie-Françoise.
Le 23 mars 1921, c’est la consécration médiatique de Léon Foenquinos. Des militaires, élus et notables sont venus voir l’essai de son char amphibie baptisé « La France », à l’Aviron Club de la Pelle au Roucas-Blanc. Depuis seize mois Léon Foenquinos s’emploie avec ses mécaniciens dans un atelier de l’avenue de Toulon à monter l’étrange engin « terrestre et nautique » à chenilles et hélice.
Fragilisé par une attaque cérébrale en 1948, Léon meurt sur un fauteuil roulant le 17 juin 1954. 